# Вільям Отред
Вільям Отред (англ. William Oughtred, 5 березня 1575, Ітон — 30 червня 1660, Олбері) — англійський математик. Відомий як винахідник логарифмічної лінійки (1622) і один з творців сучасної математичної символіки. Його заочними учнями були Крістофер Рен і Джон Валліс. Праці Отреда мали значний вплив на розвиток алгебри.

## Біографія
Отред народився в Ітоні, графство Бекінгемшир (в наші дні — Беркшир), в сім'ї священика. Закінчив Кембриджський університет (1595), після чого до 1608 року викладав там. Потім він вибрав духовну кар'єру англіканського священика, в 1608 році отримав парафію в Олбері (Albury), недалеко від Лондона, де і провів більшу частину свого життя. Одночасно Отред продовжував займатися математикою, викладав цю науку численним учням і вів інтенсивне листування з видатними математиками того періоду.
«Всі його думки були зосереджені на математиці, — писав сучасник Отреда, — і він весь час розмірковував або креслив лінії і фігури на землі … Його будинок був повний юних джентльменів, які приїздили звідусіль, щоб повчитися у нього».
Слід згадати, що велика кількість учнів пояснюється не тільки високою якістю викладання, а й тим, що Отред принципово не брав плату за навчання.
Отред був переконаним монархістом. Він прожив довге життя, пережив революцію і громадянську війну і, за однією з версій, помер від радісної новини про поновлення на престолі Карла II (1660).

## Наукові досягнення

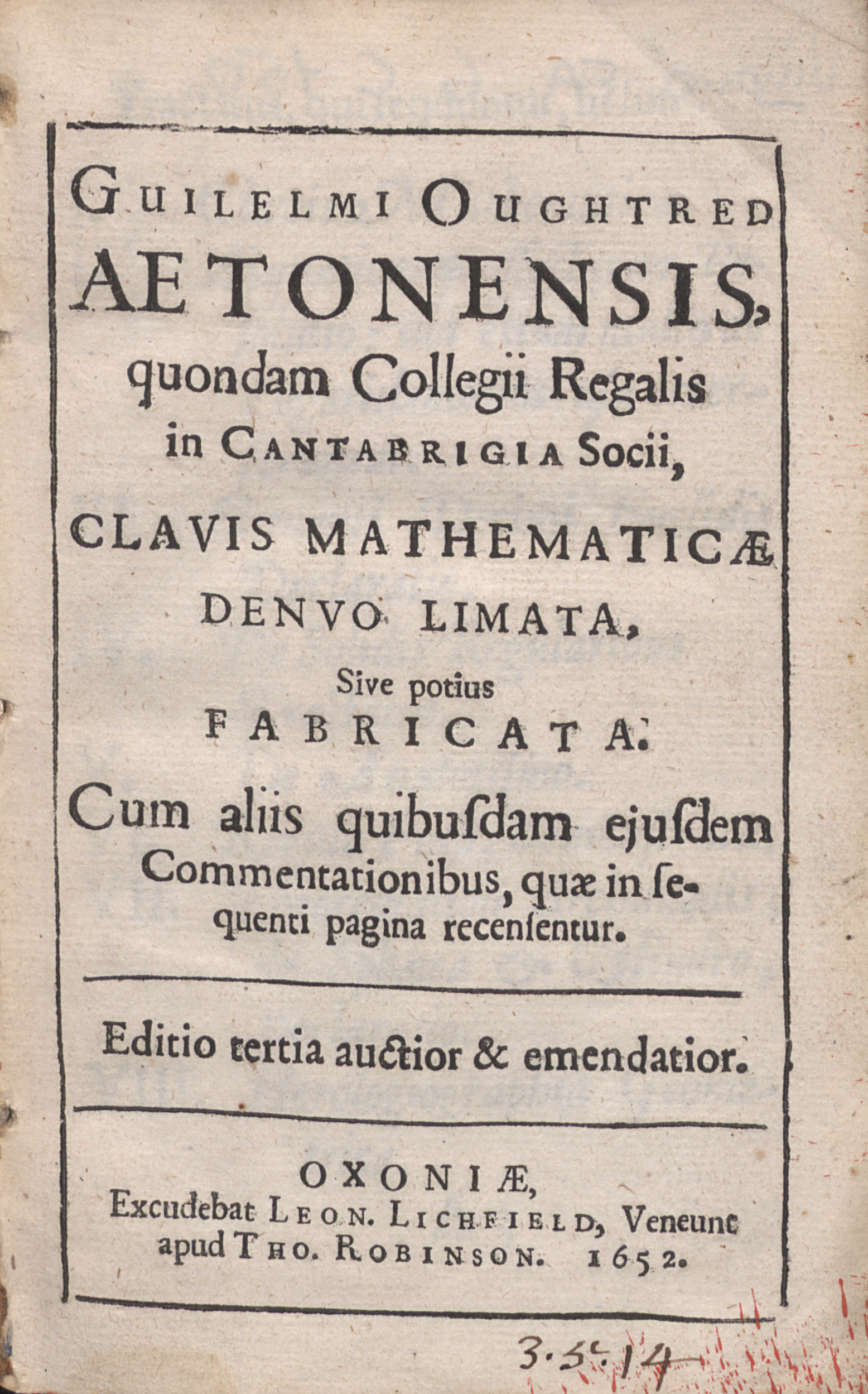
Clavis mathematicae, 1652

Отред вніс вирішальний внесок у винахід зручної для користування логарифмічної лінійки. Саму ідею логарифмічної шкали раніше опублікував валлієць Едмунд Гантер, але для виконання обчислень цю шкалу потрібно було ретельно вимірювати двома циркулями. Подвійна шкала Отреда відразу давала результат. В 1662 році Сет Партрідж винайшов бігунок і візир, і в цьому вигляді логарифмічна лінійка вірно служила інженерам і математикам більше 300 років, поки не з'явилися електронні калькулятори.
Отред винайшов також компактну кругову логарифмічну лінійку, яка отримала деяку популярність і викликала ряд наслідувань. В остаточному вигляді кругова лінійка Отреда мала десять шкал і дозволяла множити, ділити і знаходити значення декількох тригонометричних функцій.
Отред — автор декількох стандартних в сучасній математиці позначень і знаків операцій:
- Знак множення — косий хрестик:  × .
- Знак ділення — коса риса: /.
- Символ паралельності: {\displaystyle ||}.
- Короткі позначення функцій sin і cos. Раніше писали повністю: Sinus, Cosinus.
- Термін «кубічне рівняння».

Він опублікував кілька математичних робіт:
- Clavis Mathematicae (Ключ до математики, 1631) — чудовий підручник арифметики, що використовувався навіть в XVIII столітті. За життя Отреда книга витримала три перевидання.
- Circles of Proportion and the horizontal instrument (трактат по навігації з описом кругової логарифмічної лінійки, 1632).
- Ряд робіт з тригонометрії і конструювання годин.
- Opuscula Mathematica hactenus inedita, посмертно опублікований збірник невиданого 1676.